# Jordbodalen

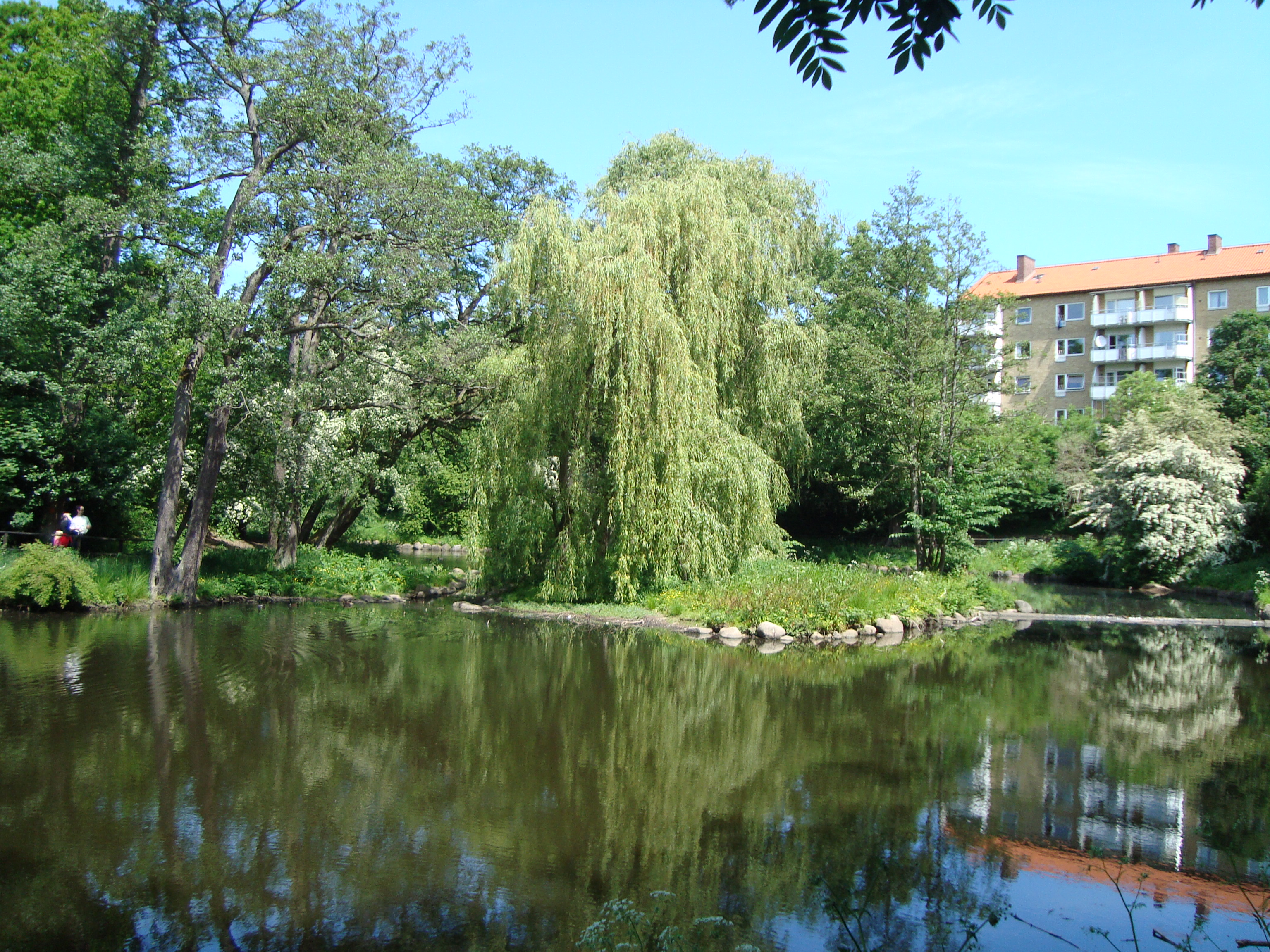
Jordbodalen.

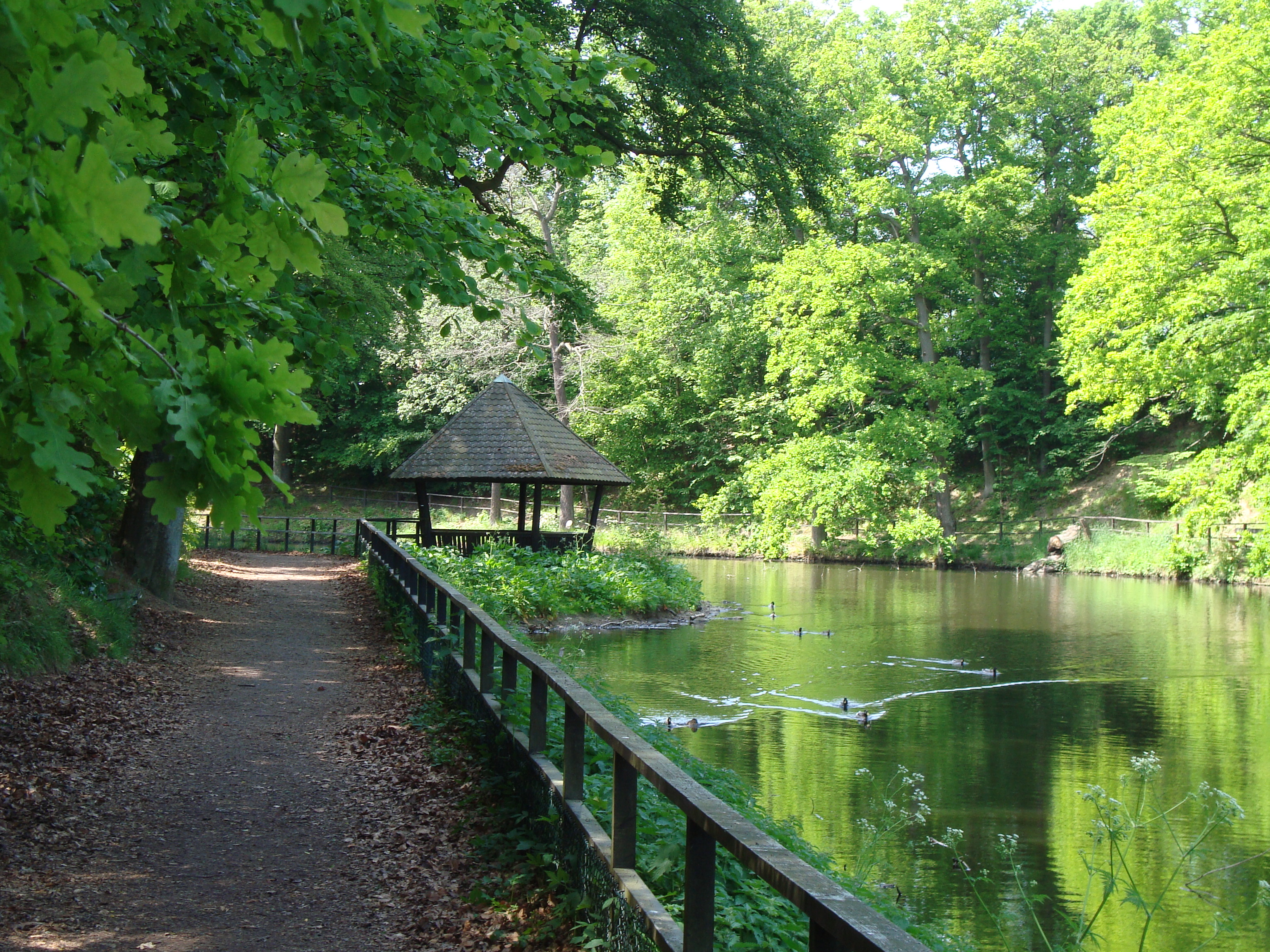
Paviljongen vid dammarna.

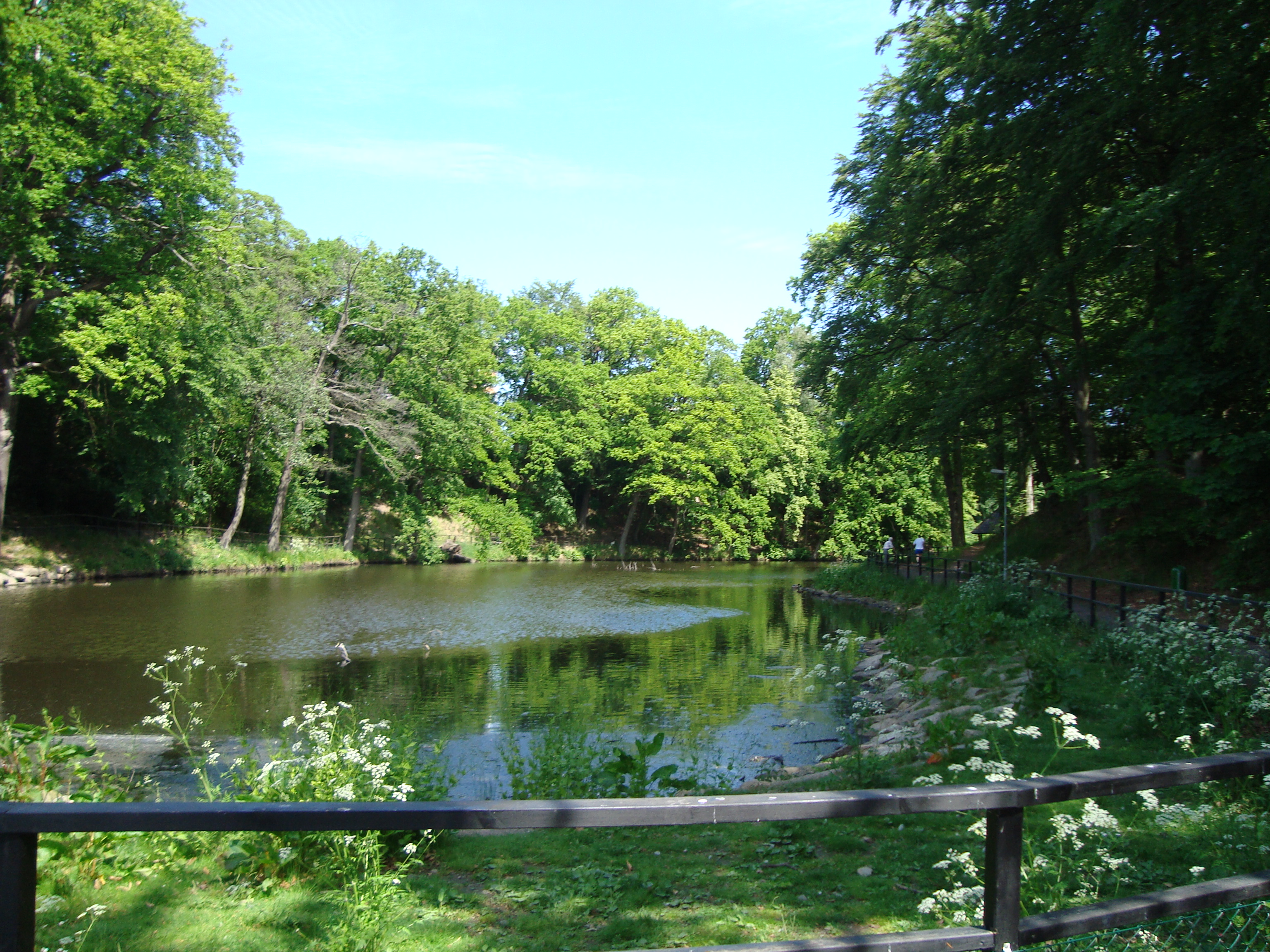
Dammarna i Jordbodalens västra del.

Jordbodalen är ett grönområde i sydöstra Helsingborg, beläget kring Gåsebäckens dalgång. Dalen är ett populärt ströv- och rekreationsområde bland invånarna i närheten.

## Beskrivning
Jordbodalen lägger utsträckt längs Gåsebäckens sträckning, från öster till väster, och omges av stadsdelarna Sofieberg och Närlunda i norr, samt Elineberg och Eskilsminne i söder. Dalgången omges dock till stor del av grönska i olika former. På dess norra sida finns två koloniföreningar, Apladalens koloniförening i öster och Närlunda koloniförening i väster och mellan dessa två ligger Folkets park. Söder om dalgången ligger idrottsplatsen Harlyckan.
Själva dalgången är på sina ställen skarpt markerad och längs några bitar blottas den sedimentära berggrunden. I övrigt är branterna bevuxna av en rik variation av lövträd, främst bestående av björk, bok, ask och ek. I botten av dalgången rinner Gåsebäcken fram, vars vatten på sina ställen samlats i dammar, en vid Apladalens koloniförening, en vid djurparken vid Folkets park och en parkens västra del, som också är den avgjort största. I dalgången löper motionsslingor vid kanten av vattendraget, kallad "Hälsans stig", och man finner även en lekplats. Vid dalgången finns även verksamheter för upplysning om miljö- och vattenvård genom Miljöverkstaden, Trädens hus och Dropp In.

## Historik
Dalgången uppkom under slutet av den senaste istiden, Weichsel, när landisen började dra sig tillbaka och stora mängder smältvatten strömmade fram genom landskapet. Dessa vattenrika isälvar har sedan eroderat bort delar av den mjuka berggrunden i Helsingborgstrakten, bestående av sandstensavlagringar med inslag av lerskiffer och kolflötsar. Jordbodalens dalgång har karaktären av en genombrottsdal, som kan har bildats av att en dämd sjö av smältvatten tappats genom ett utlopp som därigenom skurit ut dalen. Mängderna vatten har sedan minskats avsevärt och ersatts av den mer beskedliga Gåsebäcken, som bland annat fungerat som avrinning åt den nu försvunna Husensjön. Bäcken var ett långsamt flytande och naturligt meandrande vattendrag, med minst sex olika tillflöden.
Vid foten av dalen omnämns redan 1641 en vattenkvarn beskriven som "vattenmjölkvarn med tvenne par stenar", benämnd Kvarntorpet Gåsebäcks mölla. På flera ställen längs dalgången var berggrunden blottad, vilken uppvisade inslag av stenkol. Detta ledde till att det bröts kol i den nedre delen av dalen under 1700-talets första hälft. På en fäladskarta av Carl Björkegren från 1782 ses ett mindre torp benämnt Jordbon, beläget strax utanför Helsingborgs stadsgräns. Omgivningen kring dalen uppskattades tidigt av traktens invånare och utnyttjades ofta som utflyktsmål. Områdets popularitet gav också upphov till att ett flertal landerier anlades i trakten kring dalgången. Greve Fredrik Posse grundade 1851 landeriet Närlunda strax norr om dalen. Handlanden Otto Daniel Krook hade köpt Gåsebäcks mölla och förvandlade denna omkring 1858 till ett landeri, i folkmun benämnt "Gåsebäcks slott". Publicisten och författaren Oscar Patric Sturzen-Becker lät 1864-65 uppföra sommarvillan Canzonetta och rådman O.C. Wåhlin lät 1866 omvandla en äldre gård till landeriet Fältarp. Resterande marker kring dalen var i början av 1900-talet uppdelade på tre markägare: Per Eskilsson, C.E. Hedström och Inge Åberg. Den på Per Eskilssons marker uppförda egnahemsföreningen Helsingborgs Jordförmedling fick stor nytta av Jordbodalens klara vatten.
Hedström drev ett stort trädgårdsmästeri i området.
Ett minne från den tiden är t.ex. Hedströmsgatan. Mästaregatan och Sigtunagatan var en gräns till trädgårdsmästeriet.